# Іберія 1999
«Іберія 1999» (груз. იბერია 1999 (საფეხბურთო კლუბი)) — грузинський футбольний клуб з міста Тбілісі, заснований у 1999 році під назвою «Сабуртало». Виступає в Лізі Еровнулі. Домашні матчі приймає на стадіоні ім. Михайла Месхі, що вміщує 24 700 глядачів.

## Історія
Клуб «Сабуртало» засновано 20 серпня 1999 року у Тбілісі. Свою назву клуб отримав на честь однойменного району столиці Грузії. У перекладі з грузинської мови це слово означає «місце для гри в м'яч».

Логотип ФК «Сабуртало».

У 2005 році в клубі сталися доленосні зміни. Змінився основний власник команди й президентом клубу став Таріел Хечікашвілі — майбутній міністр спорту і молоді у парламенті Грузії. Головною метою проєкту було створення місцевого футбольного клубу, орієнтованого на розвиток власної футбольної академії.
Тренерський і адміністративний штаб клубу складався переважно з досвідчених грузинських спеціалістів, які мають досвід виступів у чемпіонатах СРСР, а також в грузинській Лізі Еровнулі.
Результат не змусив себе чекати. У сезоні 2014/2015 команда виграла Першу лігу чемпіонату Грузії і вийшла до Вищої ліги. У сезоні 2018 після перемоги над тбіліським «Динамо» «Сабуртало» вперше в історії став чемпіоном Грузії. А у 2019 році команда дебютувала у кваліфікаційному раунді Ліги чемпіонів.
27 лютого 2024 року команда змінила назву на сучасну «Іберія 1999».

## Титули і досягнення
- Чемпіон Грузії (2): 2018, 2024
- Володар Кубка Грузії (3): 2019, 2021, 2023
- Володар Суперкубка Грузії (1): 2020

## Відомі гравці
- Валерій Казаїшвілі — «Сан-Хосе Ерсквейкс»
- Давид Хочолава — «Шахтар» (Донецьк)
- Бачана Арабулі — «Ламія»
- Лаша Двалі — «Ференцварош»
- Лаша Тотадзе — «Кизилкум»
- Георгій Хараїшвілі — «Ференцварош»